# Otwin
Otwin war ein deutscher Instrumentenhersteller, der Streich- sowie Zupfinstrumente anfertigte. Das Unternehmen wurde 1886 von dem gelernten Geigenbauer Otto Windisch in Schilbach (heute zu Schöneck) im Königreich Sachsen gegründet.
Nach dem Tod von Windisch 1935 übernahm sein Sohn Johannes den Betrieb, der zuvor bei seinem Vater ebenfalls Geigenbau gelernt hatte.
Das Unternehmen existierte bis 1973; danach wurde es vom VEB Sinfonia Markneukirchen übernommen. Im Jahr 1984 wurde der VEB Sinfonia schließlich dem VEB Musima angegliedert.